# Чаршама Сор
Чаршама Сор (Carsema Sor) — єзидське свято.
Це важливе для єзидів свято частково забуте єзидами Грузії та Вірменії. Можливо, причиною стала багатовікова міграція з цих місць єзидів, які опинилися далеко від Лаліша, біля північних рубежів Курдистану. Але в Ірані також святкується «чаршанбе-йє сурі» (святкова середа), пов'язане з давніми зороастрійськими традиціями.

## Відмінності
Незважаючи на це, деякі елементи свята Чаршама сміття (Червона середа) збереглися в пам'яті предків і з часом оформились у самостійне свято Клоч, хоча за ним закріпилася характерна назва Сарсал, тобто Новий Рік. Очевидно і те, що дата свята перемістилася на місяць раніше. Елементи айда Чаршама сор можна простежити в Клоча саре сале - свята езидів Південного Кавказу.

## Історія
Отже, джерелом свята Клоч є свято Чаршама сор, яке грандіозно відзначається езидами, що залишилися в Курдистані. Перший день Нового Року у єзидів називається Сарсал, тобто початок року, і припадає на середу першого тижня квітня місяця (Нісан) за східним календарем. Згідно з єзидськими священними текстами, щороку Бог сідає на трон і скликає до себе ангелів на чолі з Мелеком Тавусі. Він вибирає одного з них і посилає на землю, щоб той керував світом протягом року. Єзиди кажуть, що ангел сходить на землю і вбирає її квітами і зеленню.

## Святкування
Під час Чаршама сор у Лалиші священнослужителі читають молитви і священні гімни, а до вечора запалюють олійні лампи. Єзидський храм Лалиш знаходиться в глибокій мальовничій долині, яка має один вихід. Схили вершин вкриті густою зеленню горіхових, шовковичних і оливкових дерев. По обох схилах чотирьох гір — Мшат, Арафат, Мшлугіа і Хазрат — тягнуться ряди невеликих мазанок, в яких у святкові дні селиться народ, що прийшов поклонитися святині.
Вода, що витікає з підземного джерела і петляє по мережі підземних печер, а потім виходить назовні під кожною з веж стародавнього храму, несе на собі печатку святості. Портали, що служили входом до храму, прикрашені висіченими з каменю глибоким рельєфом різними символами. У центрі — велика склепінчаста зала, сім колон якої підтримують купол. З незапам'ятних часів сюди з усіх боків стікалися люди, що прагнули знань.
Долина Лалиш виблискує вогнями сотень ламп, які надають їй красивого вигляду. За межами храму єзиди, розділені міждержавними кордонами, також справляють це свято.